# عبد الرزاق البيطار
عبد الرزاق البيطار (1253 - 1335 ه‍ / 1837 - 1916 م) هو عالم وكاتب دمشقي.
هو عبد الرزاق بن حسن بن إبراهيم البيطار الميداني الدمشقي. له «حلية البشر في تاريخ القرن الثالث عشر» و و «الرحلة» اشتمل على عدة رحلات.
حفيده هو محمد بهجة البيطار.